# Liste des épisodes de One Piece (Saga Île des Hommes-Poissons)
 (août 2025).
 (août 2025).
Si vous disposez d'ouvrages ou d'articles de référence ou si vous connaissez des sites web de qualité traitant du thème abordé ici, merci de compléter l'article en donnant les références utiles à sa vérifiabilité et en les liant à la section « Notes et références ».
Chronologie
Guerre au Sommet Dressrosa
Cet article liste les épisodes de la saga Île des Hommes-Poissons de One Piece.

## Générique
Un générique a été utilisé lors de la saga Île des Hommes-Poissons:
- We Go! de Hiroshi Kitadani (épisodes 517 à 541, puis épisodes 543 à 574)

## Saison 15

### ArcRetour à Sabaody
| No | Titre français                                                                               | Titre japonais                | Titre japonais                                    | Date de 1re diffusion |
| No | Titre français                                                                               | Kanji                         | Rōmaji                                            | Date de 1re diffusion |
| --- | -------------------------------------------------------------------------------------------- | ----------------------------- | ------------------------------------------------- | --------------------- |
| 517 | Un nouveau chapitre commence ! L'équipage au Chapeau de Paille réuni !                       | 新章開幕 再集結！麦わらの一味 | Shin shō kaimaku sai shūketsu! Mugiwara no Ichimi | 2 octobre 2011        |
| Luffy, qui a grandi, est devenu le maître de l'île de Ruskaina. Il dit adieu aux animaux avec qui il est devenu ami car il repart à Sabaody. Zoro y arrive le premier et se rend dans le bar de Shakky. Quelques jours après, nous voyons Nami, qui a laissé pousser ses cheveux, boire seule dans un bar. Elle se fait appréhender par un équipage se faisant passer pour les chapeaux de paille mais Usopp, qui s'est bien musclé, utilise une de ses pop green contre le faux équipage. Sanji a laissé pousser sa barbe et sa mèche couvre son œil droit au lieu du gauche il est déposé sur Sabaody par les okamas. Ensuite, nous voyons Robin qui n'a plus sa frange. Brook quant à lui est devenu chanteur de renommée mondiale connu sous le nom de Soul King Brook. Chopper possède un nouveau chapeau et Franky rentre sur le Thousand Sunny. L'épisode se termine sur la confrontation entre Luffy et le faux Luffy. [Chapitre 598] |                                                                                              |                               |                                                   |                       |
| 518 | Situation explosive ! Luffy contre le faux Luffy !                                           | 一触即発! ルフィVSニセルフィ  | Isshoku Sokuhatsu! Rufī tai nise Rufī             | 9 octobre 2011        |
| Luffy qui se retrouve confronté au faux-Luffy utilise 2 sortes de haki, un pour éviter une balle (Kenbunshoku no Haki) et le second pour faire immobiliser les faux chapeaux de paille(Haoshoku no Haki). De son côté, Chopper qui rencontre les faux Zoro, Sanji et Robin les confond et veut les suivre mais la fausse Robin se fait enlever par le gouvernement. Sanji va faire son marché et là il apprend que Zoro s'est embarqué sur un bateau pirate qui fait route dans le nouveau monde, Zoro avait l'intention de pêcher et s'est trompé de bateau, remarquant son erreur il tranche le navire. [Chapitre 598-599] |                                                                                              |                               |                                                   |                       |
| 519 | Les soldats de la Marine entrent en action. L'équipage du Chapeau de Paille prit pour cible. | 海軍出動 狙われた麦わらの一味 | Kaigun Shutsudō, Nerawareta Mugiwara no Ichimi    | 16 octobre 2011       |
| Robin arrive sur le Sunny et rencontre Franky. Le Sunny est maintenant muni du revêtement. Sur G1, Sentoumarou décide d'aller sur Sabaody accompagné de deux pacifistas. Chopper qui veut aller sauver Robin seul rencontre la vraie Nami et Usopp qui lui apprennent que les autres étaient des imposteurs. De leur côté, Zoro et Sanji se chamaillent pendant que Luffy rencontre leurs faux qui veulent l'emmener vers le faux Luffy. [Chapitre 599-600] |                                                                                              |                               |                                                   |                       |
| 520 | Rassemblement général ! La menace des faux Chapeaux de Paille.                               | 大物集結 ニセ麦わら一味の脅威 | Ōmono shūketsu, nise Mugiwara ichimi no kyōi!     | 23 octobre 2011       |
| Sur le Grove 46 où se rassemblent un grand nombre de pirate, Caribou aperçoit un marine et lui donne un coup de lance. Chopper, Usopp et Nami arrivent sur le Sunny et rencontrent Robin et Franky. Celui-ci montre qu'il sait sortir une mini main de sa grande main et qu'il sait changer de coupe de cheveux dès qu'on appuie sur son nez pendant trois secondes. Brook fait une dernière chanson dans laquelle il explique pourquoi il décide de revivre en tant que pirate. Rayleigh arrive près du Sunny et demande aux « chapeaux de paille » présents d'aller vers le Grove 42 pour pouvoir ensuite démarrer vers leurs nouvelles aventures. Luffy accompagné des faux Zoro et Sanji arrive sur le Grove 46 et se retrouve face à son faux. [Chapitre 600] |                                                                                              |                               |                                                   |                       |
| 521 | Que la bataille commence ! Montre-nous les fruits de ton entraînement !                      | 戦闘開始！見せろ修行の成果！  | Sentō kaishi ! Misero shugyō no seika !           | 30 octobre 2011       |
| La réunion des Faux Chapeau de Paille continue jusqu’à que Sentomarou arrive. Sentomarou assomme le Faux Luffy et fait découvrir sa véritable identité aux autres pirates. Il demande à PX-5 de détecter le vrai Luffy, PX-5 lance plusieurs lasers vers Luffy, celui-ci esquive facilement grâce au fluide. Il enclenche le Gear Second sur son bras gauche et frappe PX-5 d'un Jet Pistol imbibé de fluide. En repartant il retrouve Sanji et Zoro qui à leur tour abattent PX-7 d'un seul coup chacun. Pendant qu'ils s'enfuient Luffy s'arrête pour remercier Rayleigh, Luffy renouvelle alors la promesse qu'il s'est faite : « Je vais devenir le roi des pirates » et s'en va vers le nouveau monde. [Chapitre 601] |                                                                                              |                               |                                                   |                       |
| 522 | Tout le monde à bord ! Luffy en route pour le Nouveau Monde !                                | 全員集合 ルフィ新世界への船出 | Zen-In Shūgō - Rufi Shin-Sekai he no Funade       | 6 novembre 2011       |
| L'équipage se réunit mais la marine essaye de les stopper avant qu'ils ne partent. C'est alors qu'Hancock, Heracles qui avait entraîné Usopp, Perona qui a ramené Zoro, Rayleigh, l'oiseau géant qui a ramené Chopper, Haredas qui a aidé Nami et les Okamas qui ont ramené Sanji bloquent les marines permettant aux chapeaux de paille de se diriger vers leur prochaine destination : l'île des hommes-poissons ! [Chapitre 602] |                                                                                              |                               |                                                   |                       |

### ArcÎle des Hommes-Poissons
| No | Titre français                                                                                     | Titre japonais                                 | Titre japonais                                          | Date de 1re diffusion |
| No | Titre français                                                                                     | Kanji                                          | Rōmaji                                                  | Date de 1re diffusion |
| --- | -------------------------------------------------------------------------------------------------- | ---------------------------------------------- | ------------------------------------------------------- | --------------------- |
| 523 | L'incroyable vérité. L'histoire de l'homme qui protégea le Sunny.                                  | 驚愕の真実 サニー号を守った男                  | Kyōgaku no Shinjitsu - Sanī-gō o Mamotta Otoko          | 13 novembre 2011      |
| Rayleigh, en voyant le départ de Luffy, se remémore son passé au moment où il fit la connaissance de Gol D. Roger. L'équipage descend de plus en plus dans les profondeurs et tout le monde s'émerveille de la beauté de la vue. Franky raconte alors comment Bartholomew Kuma a protégé le Sunny et les a sauvés en les séparant il y a deux ans. Ils continuent à descendre dans la mer quand le navire de Caribou et son frère apparaît pour les tuer. [Chapitre 603] | |                                                |                                                         |                       |
| 524 | Lutte à mort sous les mers. Le démon des océans fait son apparition                                | 海中の死闘 現れた大海原の悪魔                  | Kaichū no Shitō - Arawareta Ōunabara no Akuma           | 20 novembre 2011      |
| Caribou et son équipage veulent aborder le Sunny mais la vache des mers qui tire leur navire reconnaît Nami et se rappelle les coups infligés par Luffy et Sanji, quand elle était au service d'Arlong. Celle-ci prend donc la fuite, laissant Caribou seul sur le Sunny. Celui-ci se fait capturer facilement. Au moment de prendre le courant descendant, le Kraken fait son apparition. Chopper, Robin et Franky usent de leurs nouvelles techniques pour protéger le Sunny. Luffy, Zoro et Sanji s'élancent alors au-devant du Kraken et Luffy se prépare à sortir une nouvelle technique. [Chapitre 603-604-605] | |                                                |                                                         |                       |
| 525 | Naufrage sous-marin ! Les Chapeau de Paille séparés !                                              | 深海で遭難 逸れた麦わらの一味                  | Shinkai de Sōnan - Hagureta Mugiwara no Ichimi          | 27 novembre 2011      |
| Sanji se déplace à une vitesse incroyable et à l'aide de sa Diable Jambe, frappe un tentacule du Kraken, Zoro utilise une nouvelle technique pour couper un autre tentacule. Quant à Luffy, il utilise sa nouvelle technique, il fait un Gear Third avec son bras renforcé du fluide de l'armement pour le rendre plus puissant. Après avoir frappé le Kraken, l'équipage ainsi que le Kraken tombent dans les chutes d'eau. Luffy, Zoro et Sanji sont séparés du reste de l'équipage et les autres rencontrent divers obstacles, ce qui contraint Franky à utiliser des Coups de Burst, ce qui diminue le revêtement du navire. Après cela, ils passent au-dessus d'une zone volcanique quand le bateau d'un pirate fait son apparition. [Chapitre 605-606] | |                                                |                                                         |                       |
| 526 | Éruption volcanique sous-marine ! Propulsés vers l’île des Hommes-Poissons !                       | 海底火山噴火! 流されて魚人島                   | Kaitei Kazan Funka! Nagasarete Gyōjin-tō                | 4 décembre 2011       |
| Le bateau pirate de Van Der Decken fait son apparition et il ordonne au bonze des mers de détruire le Sunny. À ce moment-là, intervient le Kraken, dompté par Luffy, qui bat le bonze des mers. Survint alors une éruption volcanique qui force tout le monde à s'enfuir. Le Sunny emmené par le kraken parvient à s'échapper des lieux de l'éruption et les Chapeaux de Paille arrivent devant l'île des Hommes-Poissons. Au moment où Luffy donne l'ordre au Kraken de les mener à l'entrée, un groupe du roi des mers font leur apparition, chevauchés par un étrange individu. [Chapitre 606-607] | |                                                |                                                         |                       |
| 527 | Débarquement sur l'île des Hommes-Poissons. Le chant des belles sirènes                            | 魚人島上陸 うるわしき人魚たち                  | Gyōjin-tō Jōriku - Uruwashiki Ningyō-tachi              | 11 décembre 2011      |
| Les Chapeaux de Paille qui sont arrivés devant l'île de Hommes-Poissons, se font attaquer par un groupe de monstre-marins chevauchés par des Hommes-Poissons qui se font appeler « Les nouveaux pirates Hommes-Poissons ». Franky enclenche un Coup de Burst et l'équipage est alors propulsé sur l'île. Ils arrivent malencontreusement par le bas, leur revêtement éclate et ils sont donc tous entraînés par le courant. Les pirates se réveillent chez Camie et sont alors séparés en deux groupes, chacun ayant été sauvé par des sirènes différentes, mais lorsque Camie présente Luffy, Chopper, Usopp et Sanji à ses amies, qui sont de magnifiques sirènes, ce dernier succombe à la passion. [Chapitre 607-608] | |                                                |                                                         |                       |
| 528 | L'excitation à son comble ! Sanji en danger !                                                      | 興奮爆発! サンジ生命の危機!                    | Kōfun bakuhatsu! Sanji seimei no kiki!                  | 18 décembre 2011      |
| Franky sauve Robin, retrouve Nami et dit avoir trouvé une ville. Les 3 frères Neptune arrivent près des sirènes pour chercher les Chapeaux de Paille quand Sanji se met à saigner du nez en continu. Hammond des « nouveaux pirates Hommes-Poissons » intervient et réitère sa demande à Luffy. Lorsque celui-ci refuse, ils tentent de le capturer. Il active son Gear Second et bat facilement ses opposants. Après cela, l'équipage part avec Keimi pour essayer de trouver un donneur de sang pour Sanji. Elle apprend à Luffy que Jinbe a quitté l'île. Pendant ce temps, Zoro se fait également appréhender par des soldats. [Chapitre 609] | |                                                |                                                         |                       |
| 529 | L'annihilation de l'île des Hommes-Poisson ?! La prédiction de Shirley !                           | 魚人島滅亡！？ シャーリーの予言。              | Gyōjintō metsubō!? Shārī no yogen.                      | 25 décembre 2011      |
| Luffy, Usopp et Chopper trouvent un donneur de sang. Une fois Sanji réveillé, Keimi présente Luffy et Usopp à Mme Shirley, sa patronne. Celle-ci accorde une journée de congé à Keimi pour qu'elle leur fasse visiter l'île. Keimi part donc voir Pappag, accompagnée de Luffy et Usopp. Ils trouvent Pappag accompagné de Brook. Keimi et les autres vont finalement chez Pappag. En chemin, elle leur explique que Van Der Decken est un descendant et qu'il envoie des lettres de menace à la princesse sirène car elle ne veut pas se marier avec lui et que l'île est gardée en échange de bonbons par Big Mom, qui est un des quatre Empereurs. En même temps, Mme Shirley fait une prédiction où Luffy détruira l'île des Hommes-Poissons. [Chapitre 610] | |                                                |                                                         |                       |
| 530 | Le roi de l'île des Hommes-Poissons. Neptune, dieu des océans !                                    | 魚人島の王 海神ネプチューン!                   | Gyōjin-tō no Ō - Kaishin Nepuchūn!                      | 8 janvier 2012        |
| Un équipage de pirates tente de s'échapper du district des Hommes-Poissons mais Hody Jones prend quelques pilules de drogues et s'élance à leur poursuite. Pendant ce temps, Luffy, Usopp et Brook retrouve Nami dans le magasin de Pappag. À ce moment, le roi de l'île, Neptune, arrive et invite l'équipage dans son palais. Hody continue d'attaquer les pirates fuyards, en démontrant une force surhumaine. Il bat facilement tout le monde et décide de les laisser repartir pour qu'ils disent l'horreur qu'ils ont vécu. À ce moment, un membre de l'équipage d'Hody explique qu'une pilule décuple la force de l'individu mais réduit son espérance de vie. [Chapitre 611] | |                                                |                                                         |                       |
| 531 | Guidés par le requin reconnaissant ! Direction : le palais Ryûgû !                                 | 竜宮城！助けた鮫に連れられて                   | Ryūgū-jō! Tasuketa same ni tsurerarete                  | 15 janvier 2012       |
| Pendant que Caribou utilise son pouvoir pour capturer des sirènes afin de les revendre sur le marché d'esclaves, Luffy et les autres se rendent au palais du roi Neptune. Luffy, qui en profite pour se balader finit par tomber sur la princesse sirène Shirahoshi. [Chapitre 612] | |                                                |                                                         |                       |
| 532 | Trouillarde et pleurnicharde ! La princesse sirène de la tour coquille                             | 弱虫で泣き虫！硬殻塔の人魚姫                   | Yowamushi de nakimushi! Ko kakto no ningyo hime         | 22 janvier 2012       |
| Après que Shirahoshi, la princesse sirène, eut appris que Megalo a été sauvé par Luffy, elle commence à l'apprécier et lui pose des tas de questions. Elle lui apprend que Van Der Decken l'attaque grâce au pouvoir du « Fruit du ciblage », car elle a refusé sa demande en mariage. Après cette discussion, Luffy propose à Shirahoshi de se promener en dehors de la tour et de la sauver quoi qu'il arrive. Au même moment, les soldats de Neptune essayent d'arrêter les autres membres de l'équipage et Van Der Decken conclut une alliance avec Hody Jones afin de réduire le palais Ryûgû à néant et de tuer Neptune. [Chapitre 613] | |                                                |                                                         |                       |
| 533 | État d'urgence. Le palais Ryûgû est envahi.                                                        | 緊急事態発生 占拠された竜宮城                  | Kinkyū jitai hassei, senkyo sa reta Ryūgū-jō            | 29 janvier 2012       |
| Zoro, ayant réussi à battre Neptune ainsi que ses hommes, les prend en otage. Arrivé à l'entrée du palais, le prince Fukaboshi et ses deux frères, les princes Ryuuboshi et Manboshi, passent un message à Zoro qui était destiné à Luffy disant que Jinbe l'interdit d'affronter Hody Jones et de le retrouver dans la forêt sous-marine. Pendant ce temps, Chopper et Sanji se préparent à affronter quelques gardes du roi. Quant à Luffy, il se prépare à emmener Shirahoshi dans la forêt sous-marine, lieu dont elle rêve depuis dix ans, en la cachant dans la bouche de Megalo. À ce moment, les hommes de Hody et Van Der Decken sont éjectés devant la chambre de Shirahoshi. [Chapitre 614] | |                                                |                                                         |                       |
| 534 | Le palais Ryûgû ébranlé ! L'enlèvement de Shirahoshi                                               | 竜宮城激震！しらほし誘拐事件                   | Ryūgū-jō gekishin ! Shirahoshi yūkai jiken              | 5 février 2012        |
| Apprenant que la princesse Shirahoshi n'est plus dans sa chambre, Brook et le ministre de la droite partent prévenir le roi Neptune mais sont retenus par des hommes envoyés par Hody Jones. Quelques heures avant, Octy, essayant de retenir Hody et Van Der Decken de leur plan maléfique, est victime de la démonstration du « Fruit du ciblage » de Van Der Decken. En essayant de s'échapper, il reçoit pleins de flèches et arrivent devant Sanji et Chopper qui ont abattu quelques gardes. Pendant ce temps, les pirates humains qui sont dans le palais veulent ouvrir les portes mais Zoro s'interpose. À ce moment, Shirahoshi apprend à l'équipage que la forêt sous-marine est un cimetière. Jinbe y est assis tout en parlant d'Otohime. [Chapitre 614-615] | |                                                |                                                         |                       |
| 535 | Hody passe à l'attaque ! Le début de la vengeance                                                  | ホーディ襲来 復讐計画の始まり                  | Hōdī shūrai, fukushū keikaku no hajimari                | 12 février 2012       |
| Robin, qui a découvert l'existence d'un Ponéglyphe sur l'île des Hommes-Poissons, veut se rendre à la forêt sous-marine. Des soldats veulent l'arrêter mais Robin les bat facilement. Franky, quant à lui, est dans la forêt sous-marine avec le frère de Tom ; il aperçoit Jinbe. Au même moment Decken, Hody et ses hommes lancent l'assaut sur le palais Ryûgû. Les hommes envoyés par Van Der Decken sont tous battus par Zoro. Mais discrètement, un des pirates arrive à ouvrir la porte et les chefs arrivent à entrer dans le palais. Shirahoshi, qui était partie avec Luffy, déclenche la colère de Neptune croyant que c'était Van Der Decken qui l'avait enlevé. Ce dernier part donc à la recherche de Shirahoshi grâce à son « Fruit du ciblage ». [Chapitre 616] | |                                                |                                                         |                       |
| 536 | La bataille finale du palais Ryûgû ! Zoro contre Hody                                              | 竜宮城の決戦！ ゾロVSホーディ                  | Ryūgū-jō no kessen! Zoro tai Hōdī                       | 19 février 2012       |
| Hody arrive et détruit un mur du palais, ce qui a pour effet d’inonder le palais. Zoro demande à tout le monde de fuir tandis que lui reste pour empêcher Hody de les poursuivre. Le combat est partagé mais Zoro ne pourra plus rester trop longtemps dans l'eau. Au même moment, Megalo recrache Shirahoshi faisant penser aux habitants de l'île que c'est l'équipage du Chapeau de Paille qui avaient enlevé la princesse. [Chapitre 617] | |                                                |                                                         |                       |
| 537 | Protéger la princesse à tout prix ! Decken le coriace !                                            | しらほしを守れ デッケンの追撃                  | Shirahoshi o mamore, Dekken no tsuigeki                 | 26 février 2012       |
| Entendant le nom d'une princesse, Sanji se retourne et, sous la beauté de la princesse Shirahoshi, il se transforme en pierre. Juste après, Decken apparaît et essaie d'attaquer Shirahoshi, mais il est battu facilement par le Gear Second de Luffy. Au même moment, Nami part du palais avec Keimi afin de retrouver Jinbe dans la forêt sous-marine laissant Zoro continuer son combat contre Hody. [Chapitre 618] | |                                                |                                                         |                       |
| 538 | La défaite des pirates au Chapeau de Paille !? Hody conquiert le palais Ryûgû                      | 一味敗北！？ ホーディ竜宮城制圧                | Ichimi haiboku!? Hōdī Ryūgū-jō seiatsu                  | 4 mars 2012           |
| Zoro finit son combat contre Hody. Mais ses acolytes avalent des pilules d'énergies leur permettant de lui tenir tête. Le roi, comprenant la situation, créé un courant marin afin qu'il puisse s'enfuir avec ses hommes. Malheureusement, Hody sous l'effet de la drogue arrive à retenir le roi ainsi que Zoro, Usopp et Brook prisonniers. Pendant ce temps, Luffy arrive à la forêt sous-marine et rencontre Jinbe, Francky et Den, le frère de Tom. Ils seront suivis de Nami et Keimi qui arrivent au moment où Jinbe leur apprend que c'est lui qui a envoyé Arlong sur East Blue. [Chapitre 619] | |                                                |                                                         |                       |
| 539 | Un lien oublié refait surface ! Nami et l'équipage des Hommes-Poissons !                           | 蘇る因縁！ ナミと魚人化遺族団！                | Yomigaeru Innen! Nami to Gyōjin Kaizokudan!             | 18 mars 2012          |
| Robin découvre le Ponéglyphe de l'île des Hommes-Poissons, tandis que les soldats échappés du palais en ressortent vivants. À ce moment, tous les recoins de l'île sont gardés par des soldats d'Hody qui veulent que les habitants écrasent une certaine photo. Dans la forêt sous-marine, Jinbe commence à raconter ce qu'il s'était passé il y a deux ans, ce qui fait resurgir à Nami des souvenirs douloureux. [Chapitre 620] | |                                                |                                                         |                       |
| 540 | Tiger l'aventurier. Héros de la libération.                                                        | 奴隷解放の英雄 冒険家タイガー                  | Dorei kaihō no eiyū, bōken-ka taigā                     | 25 mars 2012          |
| Jinbe commence à raconter l'histoire de Otohime et de Fisher Tiger. L'une veut faire la paix avec les humains pendant que l'autre libère les esclaves de Marie Joie et fonde les Pirates du Soleil. [Chapitre 621] | |                                                |                                                         |                       |
| 541 | Kizaru entre en scène ! Le piège se referme sur Tiger !                                            | 黄猿登場！ タイガーを狙う罠！                  | Kizaru tōjō! Taigā o nerau wana!                        | 1er avril 2012        |
| Fisher Tiger continue de naviguer sur les mers, tandis que la reine Otohime continue à demander des signatures pour cohabiter avec les humains. Peu après, Tiger rencontre une ancienne esclave du nom de Koala, et l'aide à rentrer dans sa ville natale. [Chapitre 621-622] | |                                                |                                                         |                       |
| 542 | Équipe en formation ! Il faut sauver Chopper                                                       | チーム結成！ チョッパーを救え                  | Chīmu Kessei! Choppā o Sukue                            | 8 avril 2012          |
| Deuxième épisode spécial entre Toriko et One Piece. | |                                                |                                                         |                       |
| 543 | La fin d'un héros - Les secrets de Tiger                                                           | 英雄の最期 タイガー衝撃の真実                  | Eiyū no saigo, Taigā shōgeki no shinjitsu               | 15 avril 2012         |
| Après avoir pris la décision de ramener Koala, Fisher Tiger débarque sur l’île natale de la jeune fille et la ramène à son village. Mais les villageois avaient prévenu la Marine de l'arrivée de Tiger. Ce dernier succombe plus tard à ses blessures infligées par les soldats de la Marine, devant son équipage. Avant de mourir, il les fait promettre de ne jamais transmettre leur haine des humains aux jeunes enfants Hommes-Poissons. [Chapitre 623] | |                                                |                                                         |                       |
| 544 | Scission dans l'équipage. Jinbe contre Arlong                                                      | 海賊団分裂 ジンベエVSアーロン                  | Kaizokudan bunretsu, Jinbē tai Āron                     | 22 avril 2012         |
| Tiger meurt et Arlong prend la décision de s'attaquer à la Marine, mais le Vice-Amiral Borsalino le stoppe et l'emprisonne à Impel Down. Jinbe devint « Le premier fils de la mer », capitaine des Pirates du Soleil. Reconnu alors comme une trop grosse menace pour la Marine, un poste de Grand Corsaire lui fut proposé. Il l'accepte pour pouvoir sauver Arlong et laisser les Pirates du Soleil rentrer chez eux. Arlong furieux s'en prend à Jinbe qui le vainc. C'est alors que les Pirates du Soleil se séparent en 3 groupes. [Chapitre 623-624] | |                                                |                                                         |                       |
| 545 | L'île des Hommes-Poissons ébranlée. Le dragon céleste naufragé                                     | 揺れる魚人島！ 漂着した天竜人                  | Yureru Gyojintō! Hyōchaku shita Tenryūbito              | 29 avril 2012         |
| Un dragon céleste arrive sur l'île car son bateau avait été détruit. Là, il se moque continuellement des Hommes-Poissons. Ceux-ci essaient alors de le tuer mais Otohime s'interpose et est victime d'un coup de feu. Le dragon céleste repart en surface et Otohime décide de l'accompagner. [Chapitre 624-625] | |                                                |                                                         |                       |
| 546 | Tragédie ! Le coup de feu funeste                                                                  | 突然の悲劇！ 未来を閉ざす凶弾                  | Totsuzen no higeki! Mirai o tozasu kyōdan               | 6 mai 2012            |
| Otohime revient sur l’île des Hommes-Poissons et parvient à récolter grand nombre de signatures. Alors que tout semble aller pour le mieux, les signatures prennent feu et un individu tire une balle sur Otohime. Celle-ci succombe à cette blessure. [Chapitre 625-626] | |                                                |                                                         |                       |
| 547 | De retour dans le présent. Hody passe à l'action                                                   | 再び現在へ！ 動き出すホーディ                  | Futatabi genzai e! Ugokidasu Hōdī                       | 13 mai 2012           |
| L'histoire sur le passé de l'île des Hommes-Poissons se termine sur la découverte du tireur et les funérailles d'Otohime. Retour dans le présent, Jinbe demande pardon à Nami tandis qu'un escargophone vidéo apparaît montrant Hody qui se présente au peuple des Hommes-Poissons. [Chapitre 627] | |                                                |                                                         |                       |
| 548 | Le royaume en danger. L'ordre d'exécuter Neptune.                                                  | 王国激震 ネプチューン処刑指令                  | Ōkoku gekishin! Nepuchūn shokei shirei                  | 20 mai 2012           |
| Hody annonce son plan, qui consiste à exécuter Neptune et à prendre sa place. Il a également enfermé Zoro, Usopp et Brook dans une cage surélevée se trouvant dans une pièce du château. Hody ordonne d’inonder cette pièce pour les tuer. Luffy veut aller se battre au palais mais Jinbe s'interpose. [Chapitre 628] | |                                                |                                                         |                       |
| 549 | La discorde. Luffy contre Jinbe.                                                                   | 生じた亀裂! ルフィVSジンベエ                   | Shōjita Kiretsu! Rufī tai Jinbē                         | 27 mai 2012           |
| Luffy et Jinbe commencent à se battre quand Robin intervient. De son côté, Hody commence à partir du palais. Dans la cage, Brook montre une nouvelle technique qui consiste à séparer son esprit de son corps. Il va ensuite chercher l'aide de Pappag. [Chapitre 629] | |                                                |                                                         |                       |
| 550 | La transformation de Hody. Le véritable pouvoir de la drogue maléfique.                            | ホーディの異変 凶薬の真の力!                   | Hōdī no Ihen - Kyō Yaku no Shin no Chikara!             | 3 juin 2012           |
| Tous les subordonnés d'Hody se préparent à combattre. Hody se transforme après avoir avalé une quantité énorme de stéroïdes. Le combat entre Luffy et Jinbe est imminent. [Chapitre 629-630] | |                                                |                                                         |                       |
| 551 | Le combat final commence ! La place de la Thon-Corde                                               | 決戦始まる ギョンコルド広場!                   | Kessen Hajimaru - Gyonkorudo Hiroba!                    | 10 juin 2012          |
| Les princes arrivent sur la place de la Thon-Corde mais subissent une défaite cuisante par les officiers d'Hody sous l'emprise des stéroïdes. Jinbe se hâte avec la princesse pour prendre part au combat. [Chapitre 631] | |                                                |                                                         |                       |
| 552 | Une révélation tonitruante. La vérité sur l'assassinat d'Otohime                                   | 衝撃の告白 - オトヒメ暗殺の真実                | Sōgeki no Kokuhaku - Otohime Ansatsu no Shinjitsu       | 17 juin 2012          |
| Shirahoshi et Jinbe se font capturer par les hommes d'Hody. Ils sont amenés sur la place de la Thon-Corde. Là, 100 000 hommes hors-la-loi arrivent. À ce moment-là, Hody révèle que c'est lui le meurtrier d'Otohime déclenchant la panique parmi les habitants. Shirley répète également que c'est Luffy qui va détruire l'île des hommes-poissons. Decken décide de lancer l'arche Noah pour détruire l'île et tuer Shirahoshi. [Chapitre 632] | |                                                |                                                         |                       |
| 553 | Les larmes de Shirahoshi. Luffy entre enfin en scène !                                             | しらほしの涙! ルフィ遂に登場                   | Shirahoshi no Namida! Rufī Tsuini Tōjō                  | 24 juin 2012          |
| Shirahoshi raconte à Hody que Mégalo lui avait dit des années auparavant que Hody était le meurtrier de sa mère. La jeune princesse continue à tenir la promesse faite à sa mère et n'a jamais rien raconté. Hody en écoutant le récit de Shirahoshi se moque d'elle et décide d'exécuter le roi Neptune. C'est alors que le peuple appelle le chapeau de paille pour qu'il détruise l'île maintenant, Shirahoshi, en pleurs, crie pour que Luffy sauve son père. Luffy, caché dans le ventre de Mégalo, sort de son estomac et donne un énorme coup à Hody. Au même moment, les autres membres de l'équipage arrivent à bord du Sunny. La bataille entre les chapeaux de paille et les nouveaux pirates homme-poissons est imminente. [Chapitre 633] | |                                                |                                                         |                       |
| 554 | Dans la mêlée ! L'équipage au chapeau de paille contre les 100 000 ennemis !                       | 大激突! 麦わら一味VS10万の敵!                  | Dai Gekitotsu! Mugiwara Ichimi tai Jū-Man no Teki!      | 1er juillet 2012      |
| La capture de Jinbe et Shirahoshi était un plan destiné à récupérer la lettre des dragons célestes et à ce que Luffy combatte Hody afin de devenir le héros de l'île. Luffy élimine 50000 ennemis grâce au fluide royal qu'il semble maîtriser à présent. [Chapitre 634] | |                                                |                                                         |                       |
| 555 | Pléthore de nouvelles techniques. Zoro, Sanji, à vous de jouer !                                   | 大技炸裂! ゾロ・サンジ出撃!                    | Ōwaza Sakuretsu! Zoro Sanji Shutsugeki!                 | 8 juillet 2012        |
| Les chapeaux de paille dévoilent leurs nouvelles techniques au combat. Zoro crée une tornade de lames et Sanji, quant à lui, montre une nouvelle technique qui lui permet de voler. [Chapitre 634-635] | |                                                |                                                         |                       |
| 556 | Les armes secrètes du Sunny ! Inauguration                                                         | 初演！サニー号の秘密兵器                       | Hatsu hiro! Sanī-gō no himitsu heiki                    | 15 juillet 2012       |
| Luffy et son équipage continue de se battre sans relâche. Franky amène Nami, Chopper, Usopp et Pappag découvrir les modifications du Sunny et y essayer les deux nouvelles armes secrètes. La bataille bat son plein lorsque Hody décide d'envoyer le Kraken attaquer l'équipage au Chapeau de Paille mais le Kraken se souvient de Luffy en le voyant et se rappelle leur amitié, il protège alors la princesse-sirène Shirahoshi et le Thousand Sunny. Luffy, quant à lui, se prépare à attaquer le reste des pirates homme-poissons. [Chapitre 635-636] | |                                                |                                                         |                       |
| 557 | Général Franky, le pirate de fer en action !                                                       | アイアン パイレーツ ! フランキー将軍登場       | Aian Pairētsu ! Franky shogun tōjō                      | 29 juillet 2012       |
| Daruma fait tomber les armes de Franky dans un trou mais celui-ci démontre sa nouvelle capacité. Chopper, Nami et Usopp participent également. Par la suite, Hody ordonne au kraken de tuer Shirahoshi sinon il ira tuer ses frères. Luffy lui rappelle qu'ils sont amis et donc le kraken fait confiance à Luffy. Luffy commence à se battre contre Hody lorsque Noah approche dangereusement de l'île. [Chapitre 636] | |                                                |                                                         |                       |
| 558 | Noah s'approche ! L'île des Hommes-Poissons en danger !                                            | ノア接近！魚人島壊滅の危機！                   | Noa sekkin! Gyojintō kaimetsu no kiki!                  | 5 août 2012           |
| Luffy commence le combat contre Hody et montre de nouvelles techniques en utilisant le Fluide. Noah approche et met la population en panique. Pour éloigner Noah de l'île des Hommes-Poissons, Shirahoshi s'éloigne. Hody et Luffy se retrouvent aussi sur Noah. [Chapitre 636-637] | |                                                |                                                         |                       |
| 559 | Shirahoshi en danger ! Ne traîne pas Luffy !                                                       | 急げルフィ!しらほし絶対絶命                    | Isoge Rufi! Shirahoshi Zettai Zetsumei                  | 12 août 2012          |
| Luffy se propulse sur la chaîne du Noah ainsi qu’Hody. Une fois dans l’eau Hody est imbattable et s’amuse avec Luffy, puis le fait couler. Il décide ensuite de se venger et l’attaque avec un trident. C’est un des princes du palais qui vient le sauver de la mort. Hody sort une lame de requin qu’il utilise comme un aileron tranchant. C’est après une longue poursuite qu’Hody part attaquer Vander Decken qui, fou amoureux de Shiraoshi, la suit au fond de la mer au désavantage de Luffy. [Chapitre 638] | |                                                |                                                         |                       |
| 560 | La bataille commence ! Luffy contre Hody !                                                         | 激闘開始！ ルフィVSホーディ！                  | Gekitou kaishi ! Rufi tai Hōdī !                        | 19 août 2012          |
| Hody, trahi par Vander Decken, décide de l’embrocher puis de s’en débarrasser. Le Noah ne va pas tarder à tomber sur l’île des Hommes-poissons. Il attaque ensuite Shiraoshi, sauvée par Luffy qui utilise sa nouvelle technique. Un capitaine Homme-poisson, surpuissant grâce aux stéroïdes, attaque Zoro qui le compare à un bon entraînement avant de faire route sur le Nouveau Monde. Sanji et Jinbe s’attaquent ensemble au bonze des mers qui utilise également le pouvoir des stéroïdes. [Chapitre 639] | |                                                |                                                         |                       |
| SP 5 | Épisode de Nami : Les larmes de la navigatrice, le lien des compagnons                             | エピソード・オブ・ナミ～航海士の涙と仲間の絆～ | Episode of Nami: Kōkaishi no Namida to Nakama no Kizuna | 25 août 2012          |
| Épisode de 2h reprenant l'histoire Nami/Arlong. | |                                                |                                                         |                       |
| 561 | Bagarre générale ! L'équipage au chapeau de paille contre le nouvel équipage des hommes-poissons ! | 大乱戦！ 一味VS魚人海賊団！                    | Dai-ransen! Ichimi tai Shin Gyojin Kaizokudan !         | 26 août 2012          |
| Hody contrarié par la réaction de Vander Decken va et embroche celui-ci mais Luffy et les autres se rendent compte que Vander Decken n'est pas mort. Les cris des frères de Shirahoshi se font entendre : elle commence à se tourner. Mais c'est trop tard car Vander Decken est inconscient. Alors à ce moment-là, c'est le choc : le Noah est en train de tomber sur l'île ! [Chapitre 640] | |                                                |                                                         |                       |
| 562 | Luffy défait !? La vengeance de Hody                                                               | ルフィ敗北!? ホーディ復讐の時                  | Rufi Haiboku!? Hōdi Fukushū no Toki                     | 2 septembre 2012      |
| Les trois princes tentent de s’interposer devant Hody pour défendre leur sœur et Luffy, mais ils sont tous les trois vaincus par Hody. L’arche Noah se rapproche de l’île des hommes-poissons. Le tank à air de l’île prépare une tentative désespérée pour arrêter le Noah : l’englober dans une bulle en envoyant tout l’air possible. [Chapitre 641] | |                                                |                                                         |                       |
| 563 | La vérité éclate ! Le véritable Hody                                                               | 衝撃の事実! ホーディの正体                     | Shōgeki no jijitsu! Hōdī no Shōtai                      | 9 septembre 2012      |
| Sur l’île des hommes-poissons, les chapeaux de paille et Jinbe combattent les pirates de Hody. Ils sont bientôt rejoints par les soldats de Neptune ; puis par les esclaves humains des nouveaux hommes-poissons, libérés par Robin. Une alarme se déclenche dans toute l’île : un ordre d’évacuation d’urgence. [Chapitre 642-643] | |                                                |                                                         |                       |
| 564 | Repartir à zéro ! Le souhait de Fukaboshi !                                                        | ゼロに！ルフィへの熱き願い！                   | Zero ni! Rufi e no atsuki negai!                        | 16 septembre 2012     |
| Flashback sur le passé d'Hody. Le Tank à Air étant prêt, lance la bulle qui entoure le Noah. Luffy et Hody s’apprêtent à se battre. [Chapitre 642-644] | |                                                |                                                         |                       |
| 565 | Luffy donne tout ce qu'il a ! L'explosion du Red Hawk                                              | ルフィ渾身の一撃! 火拳銃炸裂                   | Rufi Konshin no Ichigeki! Reddo Hōku Sakuretsu          | 23 septembre 2012     |
| Luffy emploie une nouvelle technique qui combine le fluide et son fruit du démon pour envoyer Hody sur le Noah. C'est le Red Hawk, en mémoire de son frère décédé, Ace. Pendant ce temps sur l'île des Hommes-poissons, Brook engage son combat contre son adversaire tout comme Franky et Usopp, bien plus confiant qu'avant. Chopper, de son côté, se transforme en monstre mais parvient à garder la raison. Sur le Noah, Hody se relève et consomme une autre quantité de stéroïdes devant Luffy qui vient de le rejoindre. [Chapitre 643-644-645] | |                                                |                                                         |                       |
| 566 | Conclusion ! L'affrontement final contre Hody                                                      | ついに決着! ホーディ最終決戦                   | Tsui ni Kecchaku! Hōdi Saishū Kessen                    | 30 septembre 2012     |
| Luffy termine son combat contre Hody avec sa nouvelle technique : l’Éléphant Rafale. Tous les autres chapeaux de paille terminent également leurs combats. Tous les ennemis sont battus mais le Noah poursuit sa descente. [Chapitre 645-646] | |                                                |                                                         |                       |
| 567 | Arrêter Noah ! Dernier espoir, l'éléphant rafale !                                                 | 止まれノア! 決死の象銃乱打                     | Tomare Noa! Kesshi no Erefanto Gatoringu                | 7 octobre 2012        |
| Luffy continue de détruire le Noah avec l’Éléphant Rafale. Les hommes d'Hody fuient devant le Noah qui approche. Les autorités royales tentent d'accélérer l'évacuation de l'île en vain : tous les habitants se souviennent de l'humain qui les a protégé il y a 20 ans : Barbe Blanche, ami avec Neptune. Luffy, soutenu par son équipage, les habitants de l'île qui restent pour la majorité, et les hommes de Neptune, continue de détruire le Noah bien que sa blessure résultant de son combat avec Hody se rouvre, faisant couler son sang. Shirahoshi assiste impuissante aux attaques de Luffy, déterminé. Alors que Luffy perd ses forces, les Rois des Mers, appelés par Shirahoshi arrivent pour arrêter le Noah. Monkey D. Luffy, à bout de force s'évanouit et tombe dans les débris du Noah, perdant beaucoup de sang. [Chapitre 647] | |                                                |                                                         |                       |
| 568 | Vers l'avenir ! Le chemin du soleil !                                                              | 未来へ! タイヨウへと続く道!                    | Mirai e! Taiyō e to Tsuzuku Michi!                      | 14 octobre 2012       |
| Shirahoshi se trouve être la Reine des Rois Des Mers et peux donc librement parler avec eux. Mais elle va rapidement aller sauver Luffy qui s'est évanoui après l'arrêt du Noah. Puis les gardes retrouvent les sirènes saines et sauves au palais et ainsi la Famille Neptune demande pardon d'avoir accusé les chapeaux de paille à tort. Pour finir Luffy a besoin d'une transfusion de sang (du groupe F) pour être sauvé, mais aucun des habitants de l'île des hommes poissons ne répond à la détresse de l'équipage, du fait de la loi qui interdit cet échange entre humain et homme poisson. C'est alors que Jinbe, en tant que pirate (et donc un hors-la-loi) offre son sang. Petit à petit Luffy reprend des couleurs, et c'est avec son grand sourire que Luffy demande à son ami Jinbe « Rejoins mon équipage ! » [Chapitre 648] | |                                                |                                                         |                       |
| 569 | Un secret révélé. La vérité sur les armes antiques                                                 | 明かされた秘密 古代兵器の真実                  | Akasaretsa Himitsu - Kodai Heiki no Shinjitsu           | 21 octobre 2012       |
| Luffy et son équipage quittent la place. En effet, Luffy et Zoro ont peur d'être considérés comme des héros et ainsi de partager la nourriture et le saké. Sur le Sunny, Jinbe repousse l'offre de Luffy, en lui disant qu'il a encore des choses à régler. Cependant, il promet à Luffy de venir à sa rencontre lorsque cela sera réglé et rejoindra son équipage si Luffy est toujours consentant. Shiraoshi et un soldat royal invite les chapeaux de paille au palais afin de célébrer la victoire contre Hody Jones. Toute l'île travaille pour offrir aux pirates un banquet digne de ce nom. Alors que la fête bat son plein, Robin s'isole avec Neptune afin de lui parler de quelque chose. Il y a deux ans, sur Skypiea, l'archéologue a découvert qu'un ponéglyphe se cachait sur l'île des Hommes-Poissons. C'est ce ponéglyphe qu'elle avait lu auparavant. Robin mentionne alors ce qu'elle a découvert : autrefois, il y avait une princesse sirène qui contrôlait les Roi des Mers. Shiraoshi a hérité de ce pouvoir et aussi d'un autre nom : Poséidon. C'est le nom d'une des trois armes antiques. [Chapitre 649]       | |                                                |                                                         |                       |
| 570 | L'équipage au chapeau de paille stupéfait ! Un nouvel Amiral en Chef pour la Marine                | 一味驚愕! 新たなる海軍元帥                     | Ichimi Kyōgaku! Aratanaru Kaigun Gensui                 | 28 octobre 2012       |
| L'équipage fait la fête, Jinbe leur raconte la bataille où les deux amiraux se sont affrontés et ils sont tous surpris par le nouvel amiral en chef : Akainu. Le roi discute avec Robin sur les ponéglyphes et Caribou a tout entendu, il enlève la princesse mais Luffy arrive et le chasse du palais. Pendant ce temps, on découvre Hody vieux dans sa cage ainsi que son équipage ; le roi lui dit que les stéroïdes le font vieillir et que c'était un trésor qu'il ne fallait pas ouvrir ! Les subordonnés de Big Mom arrivent et veulent les bonbons mais l'équipage a tout mangé ! Le ministre de Gauche dit que Big Mom est très réputée pour détruire des pays si elle n'a pas ses bonbons ! [Chapitre 650] | |                                                |                                                         |                       |
| 571 | Une amoureuse des gâteaux! L'empereur Big Mom                                                      | お菓子好き！四皇ビッグ・マム                   | Okashi-zuki ! Yonkō Biggu • Mamu                        | 4 novembre 2012       |
| Luffy, Zoro et Sanji récupèrent les trésors que Caribou avait volé. En voulant rentrer au palais, ils tombent sur Deloeuf et Pekoms. Ceux-ci sont les hommes de main de Big Mom, un des quatre Empereur. Celle-ci rentre dans une colère folle après avoir appris que tous ses bonbons avaient été mangés par Luffy et déclare qu'elle va détruire l'île des hommes-poissons. Luffy lui fait alors la promesse de venir l'affronter quand il viendra dans le Nouveau Monde et qu'il ne laissera pas l'île des hommes-poissons aux mains de Big Mom, mais qu'il en fera son nouveau territoire. [Chapitre 651] | |                                                |                                                         |                       |
| 572 | Un chemin parsemé d'embûches ! Les pièges du Nouveau Monde !                                       | 前途多難 新世界に待ち受ける罠                  | Zento Tanan - Shin Sekai ni Machiukeru Wana             | 11 novembre 2012      |
| Jinbe raconte à Neptune que les pirates du Soleil se sont alliés avec Big Mom, mais lui préfère couper les liens qu'il a avec elle. Un autre problème s'impose. La boîte de Tamate qu'Hody avait volée il y a 10 ans, est maintenant entre les mains de Luffy. Mais le Ministre de Droite, de peur qu'un autre vol air lieu, l'avait, à l'époque, remplie d'explosifs. Il craint alors que Luffy l'ouvre et explose. Caribou toujours à la recherche de ses trésors, voit Pekoms et Deloeuf avec le trésor, que Luffy a en fait cédé à Big Mom pour qu'elle ne détruise pas l'île des Hommes-poissons, et leur dit que les trésors sont à lui. Alors un combat s'engage entre Pekoms et Caribou, mais Pekoms en sort vainqueur en un coup, affirmant sa nette supériorité. Sur la mer, un combat a lieu entre des Marines de la G-5 et des Pirates. Au contrôle de ces navires Marines, Tashigi et Smoker (Smoker étant le supérieur de Tashigi). Des pirates enlevés par Smoker lui expliquent que Hody se faisait craindre de toute l'île des Hommes-Poissons et que c'est l'équipage du chapeau de paille qui l'a battu. [Chapitre 652] | |                                                |                                                         |                       |
| 573 | Enfin le départ ! Au revoir l'île des Hommes-Poissons                                              | ついに出航！さよなら魚人島                     | Tsui ni Shukkō! Sayonara Gyojin-tō                      | 18 novembre 2012      |
| C'est l'heure pour l'équipage au Chapeau de Paille de quitter l'île des Hommes-Poissons. Tout le monde est prêt à partir, même Chopper et Usopp, apeurés d'être tués par l'Empereur Big Mom en raison de la Boîte de Tamate. Les sirènes et toute l'île des Hommes-Poissons disent au revoir aux chapeaux de paille. Avant de partir, Nami reçoit le Log Pose du Nouveau Monde, un Log Pose à 3 aiguilles. Le bateau s'éloigne des côtes de l'île et Shirahoshi les rejoint. Tout l'équipage lui promet qu'ils reviendront sur l'île des Hommes-Poissons. [Chapitre 653] | |                                                |                                                         |                       |
| 574 | Vers le Nouveau Monde ! La mer la plus dangereuse qui soit                                         | 新世界へ！最強の海をめざして                   | Shin Sekai e ! Saikyō no Umi o Mezashite !              | 25 novembre 2012      |
| Les chapeaux de paille, pendant leur remontée vers le Nouveau Monde, rencontrent un tourbillon dans lequel ils sont emportés. Sortis d'affaire grâce à un banc de baleine, ils arrivent enfin jusqu'à la surface. [Chapitre 654] | |                                                |                                                         |                       |

### Épisodes français
1. 1 2 3 4 5 6 7 8 9 10 11 12 13 14 15 16 17 18 19  Épisodes 517 à 535,kana.fr
2. 1 2 3 4 5 6 7 8 9 10 11 12 13 14 15 16 17 18 19  Épisodes 536 à 555,kana.fr
3. 1 2 3 4 5 6 7 8 9 10 11 12 13 14 15 16 17 18 19  Épisodes 556 à 574,kana.fr